# Нікіскі (Аляска)
Нікіскі (англ. Nikiski) — переписна місцевість (CDP) в США, в окрузі Кенай штату Аляска. Населення — 4456 осіб (2020).

## Географія
Нікіскі розташоване за координатами 60°43′30″ пн. ш. 151°13′26″ зх. д. / 60.72500° пн. ш. 151.22389° зх. д. (60.724988, -151.224024).  За даними Бюро перепису населення США в 2010 році переписна місцевість мала площу 196,65 км², з яких 179,81 км² — суходіл та 16,85 км² — водойми.

## Демографія
Згідно з переписом 2010 року, у переписній місцевості мешкали 4493 особи в 1689 домогосподарствах у складі 1161 родини. Густота населення становила 23 особи/км².  Було 1998 помешкань (10/км²).
Расовий склад населення:
| - 85,6 % — білих - 7,7 % — корінних американців - 1,1 % — азіатів - 0,4 % — вихідців з тихоокеанських островів - 0,1 % — чорних або афроамериканців |

До двох чи більше рас належало 4,6 %. Частка іспаномовних становила 2,6 % від усіх жителів.
За віковим діапазоном населення розподілялося таким чином: 27,6 % — особи молодші 18 років, 62,5 % — особи у віці 18—64 років, 9,9 % — особи у віці 65 років та старші. Медіана віку мешканця становила 39,4 року. На 100 осіб жіночої статі у переписній місцевості припадало 108,8 чоловіків;  на 100 жінок у віці від 18 років та старших — 110,8 чоловіків також старших 18 років.
Середній дохід на одне домашнє господарство  становив 78 068 доларів США (медіана — 70 909), а середній дохід на одну сім'ю — 91 058 доларів (медіана — 87 194). Медіана доходів становила 75 000 доларів для чоловіків та 35 625 доларів для жінок. За межею бідності перебувало 8,3 % осіб, у тому числі 4,2 % дітей у віці до 18 років та 11,2 % осіб у віці 65 років та старших.
Цивільне працевлаштоване населення становило 2163 особи. Основні галузі зайнятості: сільське господарство, лісництво, риболовля — 18,8 %, освіта, охорона здоров'я та соціальна допомога — 18,4 %, виробництво — 10,9 %, мистецтво, розваги та відпочинок — 9,3 %.